# Гебельциг
Гебельциг или Гбельск (нем. Gebelzig; в.-луж. Hbjelskо файле) — деревня в Верхней Лужице, Германия. Входит в состав коммуны Хоэндубрау района Гёрлиц в земле Саксония. Подчиняется административному округу Дрезден.

## География
Находится на границе южной части биосферного заповедника «Пустоши и озёра Верхней Лужицы». Через деревню проходит автомобильная дорога S 55, которая соединяет её на юге с европейской дорогой А 4.
Соседние населённые пункты: на севере — административный центр коммуны деревня Хоэндубрау, на северо-востоке — деревня Радшов и на юго-западе — город Вайсенберг.

## История
Впервые упоминается в 1365 году под наименованием Gebelczk.
Современный Гебельциг образовался в 1928 году после объединения в один населённый пункт двух деревень Горни-Гбельск и Дольни-Гбельск. С 1995 года входит в состав современной коммуны Хоэндубрау.
В настоящее время деревня входит в состав культурно-территориальной автономии «Лужицкая поселенческая область», на территории которой действуют законодательные акты земель Саксонии и Бранденбурга, содействующие сохранению лужицких языков и культуры лужичан.
Исторические немецкие наименования
- Gebelczk, 1365
- Gebelczg, 1371
- Gewelczig, 1414
- Belczk, 1421
- Belczke, 1427
- Gebeltzigk, 1501
- Nieder-Gebeltzigk, 1768
- Nieder Gebelzig, 1895

## Население
Официальным языком в населённом пункте, помимо немецкого, является также верхнелужицкий язык.
Согласно статистическому сочинению «Dodawki k statisticy a etnografiji łužickich Serbow» Арношта Муки в 1884 году в деревне Горни-Гбельск проживало 472 человека (из них — 312 серболужичан (66 %)), и в деревне Дольни-Гбельск — 127 человек (из них — 93 серболужичанина (73 %).
Лужицкий демограф Арношт Черник в своём сочинении «Die Entwicklung der sorbischen Bevölkerung» указывает, что в 1956 году при общей численности в 968 человек серболужицкое население деревни составляло 11,3 % (из них верхнелужицким языком активно владело 78 человек, 12 — пассивно и 19 несовершеннолетних владело языком).
| 1825 | 1871 | 1885 | 1905 | 1925 | 2011 |
| ---- | ---- | ---- | ---- | ---- | ---- |
| 72   | 335  | 330  | 276  | 250  | 272  |